# Liste von Rohrleitungsbrücken
Die Liste von Rohrleitungsbrücken enthält nicht abschließend Rohrleitungsbrücken (auch Rohrbrücken, Rohrträgerbrücken oder Pipelinebrücken genannt, Engl. Pipeline Bridges) in verschiedenen Ländern.

## Navigation
- Afghanistan ↔ Turkmenistan
- Äquatorialguinea
- Australien
- Belgien
- Bosnien und Herzegowina
- Brasilien
- Chile
- Deutschland
- Finnland
- Frankreich
- Indien
- Italien
- Japan
- Kanada
- Kanada ↔ Vereinigte Staaten
- Liechtenstein ↔ Schweiz
- Litauen
- Mexiko
- Neuseeland
- Niederlande
- Norwegen
- Österreich
- Papua-Neuguinea
- Philippinen
- Polen
- Rumänien
- Russland
- Schweiz
- Serbien
- Slowakei
- Slowakei ↔ Tschechien
- Spanien
- Taiwan
- Tschechien
- Turkmenistan
- Ungarn
- Venezuela
- Vereinigte Staaten
- Vereinigtes Königreich
- Volksrepublik China

- Weblinks
- Einzelnachweise

## Rohrleitungsbrücken nach Ländern

### Afghanistan↔Turkmenistan
| Bild | Querung  | Ort                               | Detailangaben            | Region                         | Land    | Lage | WD |
| --- | -------- | --------------------------------- | ------------------------ | ------------------------------ | ------- | ---- | -- |
| Bild gesucht Die Wikipedia wünscht sich an dieser Stelle ein Bild vom Ort mit diesen Koordinaten 37.3449829 66.2604067 . Motiv: Rohrleitungsbrücke Falls du dabei helfen möchtest, erklärt die Anleitung , wie das geht. BW | Amudarja | Wilaya Balch – Köýtendag Distrikt | Rohrleitungs-Hängebrücke | Balch (Provinz) Lebap welaýaty | AFG TKM |      |    |

### Äquatorialguinea
| Bild | Querung         | Ort   | Detailangaben          | Region         | Land | Lage | WD |
| ---- | --------------- | ----- | ---------------------- | -------------- | ---- | ---- | -- |
|      | Golf von Guinea | Bioko | LNG-Erdgas-Hängebrücke | Región Insular | GNQ  |      |    |

### Australien
| Bild           | Querung          | Ort                   | Detailangaben                                                                                | Region          | Land | Lage | WD |
| -------------- | ---------------- | --------------------- | -------------------------------------------------------------------------------------------- | --------------- | ---- | ---- | -- |
|                | Georges River    | Oatley – Como         | Ehemalige Eisenbahnbrücke, heute Rohrleitungs- und Fußgängerbrücke (Old Como railway bridge) | New South Wales | AUS  |      |    |
|                | Parramatta River | Sydney                | Rohrleitungs-Fachwerkbrücke                                                                  | New South Wales | AUS  |      |    |
| weitere Bilder | Parramatta River | Sydney                | Fachwerkbrücke für Wasserrohrleitungen und Fußgänger                                         | New South Wales | AUS  |      |    |
|                | Yarra River      | Fairfield (Melbourne) | Fachwerkbrücke für Wasserrohrleitung und Fußgänger                                           | Victoria        | AUS  |      |    |

### Belgien
| Bild           | Querung      | Ort     | Detailangaben                                                                              | Region             | Land | Lage | WD |
| -------------- | ------------ | ------- | ------------------------------------------------------------------------------------------ | ------------------ | ---- | ---- | -- |
| weitere Bilder | Albert-Kanal | Visé    | Einhüftige Schrägseilbrücke mit Fachwerkleitungsträger, Albert-Kanal Flusskilometer 11,59. | Wallonische Region | BEL  |      |    |
| weitere Bilder | Maas         | Lüttich | Fußgänger- und Rohrleitungsbrücke                                                          | Wallonische Region | BEL  |      |    |
| weitere Bilder | Maas         | Lüttich | Ehemalige Fußgänger- und Rohrleitungsbrücke (Passerelle Ferblatil)                         | Wallonische Region | BEL  |      |    |

### Bosnien und Herzegowina
| Bild | Querung  | Ort      | Detailangaben      | Region                             | Land | Lage | WD |
| ---- | -------- | -------- | ------------------ | ---------------------------------- | ---- | ---- | -- |
|      | Miljacka | Sarajevo | Rohrleitungsbrücke | Föderation Bosnien und Herzegowina | BIH  |      |    |

### Brasilien
| Bild               | Querung                | Ort                  | Detailangaben                 | Region   | Land | Lage | WD |
| ------------------ | ---------------------- | -------------------- | ----------------------------- | -------- | ---- | ---- | -- |
| Rohrbrücke (links) | Estreito dos Mosquitos | São Luís – Bacabeira | Wasserpipeline-Fachwerkbrücke | Maranhão | BRA  |      |    |

### Chile
| Bild | Querung             | Ort     | Detailangaben                              | Region                                           | Land | Lage | WD |
| ---- | ------------------- | ------- | ------------------------------------------ | ------------------------------------------------ | ---- | ---- | -- |
|      | Quebrada Agua Dulce | Machalí | Pipeline-Hängebrücke für Kupferkonzentrate | Región del Libertador General Bernardo O’Higgins | CHL  |      |    |
|      | Río Cachapoal       | Machalí | Wasserpipeline-Hängebrücke                 | Región del Libertador General Bernardo O’Higgins | CHL  |      |    |

### Deutschland
| Bild | Querung                                                | Ort                                              | Detailangaben | Region              | Land | Lage | WD |
| --- | ------------------------------------------------------ | ------------------------------------------------ | --- | ------------------- | ---- | ---- | -- |
| | Bahnstrecke Berlin–Küstrin-Kietz Grenze                | Berlin-Friedrichsfelde                           | Rohrbrücke für Fernwärmeleitungen zwischen dem Bahnhof Berlin-Friedrichsfelde Ost und dem Bahnbetriebswerk Berlin-Friedrichsfelde | Berlin              | DEU  |      |    |
| | Bahnstrecke Berlin–Küstrin-Kietz Grenze, Archibaldweg  | Berlin-Rummelsburg                               | Rohrbrücke für Fernwärmeleitungen am Bahnhof Berlin-Nöldnerplatz | Berlin              | DEU  |      |    |
| | Berliner Außenring                                     | Berlin-Neu-Hohenschönhausen                      | Rohrbrücke für Fernwärmeleitungen über den Bahnhof Berlin-Hohenschönhausen | Berlin              | DEU  |      |    |
| | Berliner Ringbahn                                      | Berlin-Prenzlauer Berg                           | Rohrbrücke westlich der Schönfließer Brücke | Berlin              | DEU  |      |    |
| | Berliner Ringbahn                                      | Berlin-Prenzlauer Berg                           | Rohrbrücke südlich des Bahnhof Berlin Landsberger Allee | Berlin              | DEU  |      |    |
| | Biebricher Straße                                      | Wiesbaden                                        | Rohrleitungsbrücke | Hessen              | DEU  |      |    |
| | Bonadieshafen                                          | Mannheim                                         | Fernwärmeleitungsbrücke | Baden-Württemberg   | DEU  |      |    |
| | Britzer Verbindungskanal                               | Berlin-Baumschulenweg – Berlin-Niederschöneweide | Fernwärme- und Gasleitungsbrücke westlich der Marggraffbrücke, Baujahr 2023 | Berlin              | DEU  |      |    |
| | Bundesautobahn 59                                      | Duisburg                                         | Gasrohrleitungsbrücke | Nordrhein-Westfalen | DEU  |      |    |
| | Bundesstraße 36                                        | Mannheim                                         | Rohrleitungsbrücke | Baden-Württemberg   | DEU  |      |    |
| | Dortmund-Ems-Kanal                                     | Dortmund                                         | Fachwerk-Rohrleitungsbrücke, Baujahr 1964 (Hansa-Rohrbrücke) | Nordrhein-Westfalen | DEU  |      |    |
| | Elisabethsaale                                         | Halle                                            | Rohrleitungsbrücke | Sachsen-Anhalt      | DEU  |      |    |
| | Emscher                                                | Dortmund                                         | Rohrleitungsbrücke | Nordrhein-Westfalen | DEU  |      |    |
| | Emscher                                                | Gelsenkirchen                                    | Rohrleitungsbrücke | Nordrhein-Westfalen | DEU  |      |    |
| | Emscher                                                | Gelsenkirchen                                    | Zwei Rohrleitungsbrücken zum Aral Tanklager am Rhein-Herne-Kanal | Nordrhein-Westfalen | DEU  |      |    |
| | Emscher                                                | Bottrop-Welheim                                  | Rohrleitungsbrücke | Nordrhein-Westfalen | DEU  |      |    |
| | Freiberger Mulde                                       | Halsbrücke                                       | Rauchgaskanal zur Halsbrücker Esse, Baujahr 1889 | Sachsen             | DEU  |      |    |
| | Gleise zum Dresden Hauptbahnhof                        | Dresden                                          | Überführung von Rohrleitungen | Sachsen             | DEU  |      |    |
| | Gleise der S-Bahn Mitteldeutschland                    | Leipzig                                          | Fernwärme-Rohrleitungsviadukt der Stadtwerke Leipzig (Bahnhof Leipzig Miltitzer Allee) | Sachsen             | DEU  |      |    |
| | Gleise der Zufahrt zum Bayerischen Bahnhof             | Leipzig                                          | Fernwärme-Rohrleitungsviadukt der Stadtwerke Leipzig (Schlachthofbrücke der Bundesstraße 2) | Sachsen             | DEU  |      |    |
| | Gleise des Rangierbahnhofs Ulm                         | Ulm                                              | Rohrleitungsbrücke | Baden-Württemberg   | DEU  |      |    |
| | Gottleuba                                              | Pirna                                            | Gedeckte Fachwerk-Rohrleitungsbrücke | Sachsen             | DEU  |      |    |
| | Hafenstraße, Gleise der Hafenbahn des Stadthafens Hamm | Hamm                                             | Rohrleitungsbrücke | Nordrhein-Westfalen | DEU  |      |    |
| weitere Bilder | Hörsel                                                 | Eisenach                                         | Fußgänger- und Rohrleitungsbrücke | Thüringen           | DEU  |      |    |
| Bild gesucht Die Wikipedia wünscht sich an dieser Stelle ein Bild vom Ort mit diesen Koordinaten 50.253017 10.959839 . Motiv: Rohrleitungsbrücke Falls du dabei helfen möchtest, erklärt die Anleitung , wie das geht. BW | Itz                                                    | Coburg                                           | Fachwerkbrücke für Fernwärmeleitungen. Sie ersetzte 2021 eine stählerne Rohrbrücke, die der Versorgung des ehemaligen Coburger Schlachthofes diente. | Bayern              | DEU  |      |    |
| | Kattwykstraße, Gleis der Hamburger Hafenbahn           | Hamburger Hafen                                  | Rohrleitungsbrücke | Hamburg             | DEU  |      |    |
| | Köpenicker Chaussee, Straßenbahngleise                 | Berlin-Rummelsburg                               | Rohrleitungsbrücke am Heizkraftwerk Klingenberg | Berlin              | DEU  |      |    |
| | Landwehrkanal                                          | Berlin-Kreuzberg                                 | Denkmalgeschützte Rohrbrücke von 1877 | Berlin              | DEU  |      |    |
| | Landwehrkanal                                          | Berlin-Kreuzberg                                 | Rohrbrücke | Berlin              | DEU  |      |    |
| | Lippe                                                  | Hamm                                             | Fachwerk-Rohrbrücke für Fernwärme | Nordrhein-Westfalen | DEU  |      |    |
| | Lobedaer Straße, Straßenbahngleise                     | Jena                                             | Fernwärmeviadukt der Stadtwerke Energie Jena-Pößneck | Thüringen           | DEU  |      |    |
| | Main                                                   | Frankfurt am Main                                | Bogenbrücke kombiniert für Abwässer-Rohrleitung und Fußgänger | Hessen              | DEU  |      |    |
| | Main                                                   | Frankfurt am Main                                | Private Versorgungsbrücke von Infraserv Höchst mit Leitungen für Dampf, Kondensat und Abwasser | Hessen              | DEU  |      |    |
| weitere Bilder | Mangfall                                               | Valley                                           | Fußgängerbrücke mit Wasserleitung | Bayern              | DEU  |      |    |
| | Mittlere-Isar-Kanal                                    | München-Oberföhring                              | Rohrleitungsbrücke | Bayern              | DEU  |      |    |
| | Mittlere-Isar-Kanal                                    | Unterföhring                                     | Abwasser-Druckrohrleitung zum Ismaninger Speichersee | Bayern              | DEU  |      |    |
| | Mittlere-Isar-Kanal                                    | Aschheim                                         | Abwasser-Druckrohrleitung zum Ismaninger Speichersee | Bayern              | DEU  |      |    |
| | Mittlere-Isar-Kanal                                    | Eitting                                          | Rohrbrücke | Bayern              | DEU  |      |    |
| | Mittlere-Isar-Kanal                                    | Mitterlern                                       | Transalpine Ölleitungs-Brücke | Bayern              | DEU  |      |    |
| | Mühlenbach                                             | Lübeck                                           | Rohrleitungsbrücke mit öffentlicher Fußgängerbrücke | Schleswig-Holstein  | DEU  |      |    |
| weitere Bilder | Mulde                                                  | Machern – Thallwitz                              | Ehemalige Wasserleitungsbrücke Canitz mit öffentlicher Fußgängerbrücke | Sachsen             | DEU  |      |    |
| | Neckar                                                 | Rottweil                                         | Zwei seitliche Hohlkastenbögen, dazwischen Rohrleitungen und darauf ein Gitterrost als Gehweg | Baden-Württemberg   | DEU  |      |    |
| | Neckar                                                 | Tübingen                                         | Der Werksteg mit Wasserrohrleitung verbindet das zu beiden Seiten des Neckars liegende Betriebsgelände der städtischen Kläranlage | Baden-Württemberg   | DEU  |      |    |
| | Neckar                                                 | Fellbach – Remseck                               | Rohrleitungs-Hängebrücke | Baden-Württemberg   | DEU  |      |    |
| Bild gesucht Die Wikipedia wünscht sich an dieser Stelle ein Bild vom Ort mit diesen Koordinaten 48.878377 9.277252 . Motiv: Rohrleitungsbrücke Falls du dabei helfen möchtest, erklärt die Anleitung , wie das geht. BW  | Neckar                                                 | Remseck                                          | Wasserrohrleitungs-Hängebrücke | Baden-Württemberg   | DEU  |      |    |
| | Neckar                                                 | Neckarsulm                                       | Rohr- und Fußgängerbrücke von 1985, ausgeführt als 156 m lange einhüftige Schrägseilbrücke | Baden-Württemberg   | DEU  |      |    |
| | Neckarkanal Feudenheim                                 | Mannheim                                         | Fernwärmeleitungsbrücke | Baden-Württemberg   | DEU  |      |    |
| | Neckarkanal Kochendorf                                 | Neckarsulm – Untereisesheim                      | Rohrleitungs-Schrägseilbrücke | Baden-Württemberg   | DEU  |      |    |
| | Neuhöfer Kanal                                         | Hamburger Hafen                                  | Rohrleitungsbrücke (Fachwerkbrücke) | Hamburg             | DEU  |      |    |
| | Nidda                                                  | Frankfurt am Main                                | Fußgängerbrücke mit Erdgasrohrleitung | Hessen              | DEU  |      |    |
| | Oker                                                   | Braunschweig                                     | Rohrleitungsbrücke | Niedersachsen       | DEU  |      |    |
| | Oker                                                   | Braunschweig                                     | Rohrleitungsbrücke für Fernwärmeleitungen | Niedersachsen       | DEU  |      |    |
| | Oker Ost Güterbahnhof                                  | Harlingerode                                     | Rohrleitungsbrücke über die Bahnanlage des ehemaligen Güterbahnhofs | Niedersachsen       | DEU  |      |    |
| | Pablo-Picasso-Straße                                   | Berlin-Neu-Hohenschönhausen                      | Rohrbrücke für Fernwärmeleitungen | Berlin              | DEU  |      |    |
| | Panke                                                  | Bernau-Süd                                       | Ferngas-Rohrleitungsbrücke | Brandenburg         | DEU  |      |    |
| | Panke                                                  | Berlin-Heinersdorf                               | Rohrleitungsbrücke | Berlin              | DEU  |      |    |
| | Panke                                                  | Berlin-Niederschönhausen                         | Rohrleitungsbrücke zur Wärmeversorgung | Berlin              | DEU  |      |    |
| weitere Bilder | Pflockenstraße                                         | Oelsnitz                                         | Rohrleitungsbrücke beim Bergbaumuseum Oelsnitz/Erzgebirge | Sachsen             | DEU  |      |    |
| | Rhein-Herne-Kanal                                      | Gelsenkirchen                                    | Rohrleitungsbrücke | Nordrhein-Westfalen | DEU  |      |    |
| | Rhein-Herne-Kanal                                      | Herne                                            | Rohrleitungsbrücke zum Kraftwerk Herne | Nordrhein-Westfalen | DEU  |      |    |
| | Ruhr                                                   | Wickede (Ruhr)                                   | Rohrleitungsbrücke mit Gas-Hochdruckleitung über den Untergraben (künstlicher Seitenarm der Ruhr) | Nordrhein-Westfalen | DEU  |      |    |
| Bild gesucht Die Wikipedia wünscht sich an dieser Stelle ein Bild vom Ort mit diesen Koordinaten 51.424803 7.559144 . Motiv: Rohrleitungsbrücke Falls du dabei helfen möchtest, erklärt die Anleitung , wie das geht. BW  | Ruhr                                                   | Schwerte                                         | Fachwerkbrücke (Rohrbrücke Wandhofen) | Nordrhein-Westfalen | DEU  |      |    |
| Rohrbrücke (vorne unten) | Saale                                                  | Oberkotzau                                       | Rohrleitungsbrücke | Bayern              | DEU  |      |    |
| Bild gesucht Die Wikipedia wünscht sich an dieser Stelle ein Bild vom Ort mit diesen Koordinaten 50.685338 11.329646 . Motiv: Rohrleitungsbrücke Falls du dabei helfen möchtest, erklärt die Anleitung , wie das geht. BW | Saale                                                  | Schwarza                                         | Rohrleitungsbrücke (Rohrbrücke Papierfabrik Adolf Jass) | Thüringen           | DEU  |      |    |
| | Saale                                                  | Jena                                             | Rohrleitungsbrücke | Thüringen           | DEU  |      |    |
| | Saale                                                  | Halle                                            | Rohrleitungsbrücke | Sachsen-Anhalt      | DEU  |      |    |
| | Saale                                                  | Halle                                            | Rohrleitungsbrücke | Sachsen-Anhalt      | DEU  |      |    |
| Bild gesucht Die Wikipedia wünscht sich an dieser Stelle ein Bild vom Ort mit diesen Koordinaten 51.813915 11.783261 . Motiv: Rohrleitungsbrücke Falls du dabei helfen möchtest, erklärt die Anleitung , wie das geht. BW | Saale                                                  | Latdorf – Bernburg                               | Rohrleitungsbrücke | Sachsen-Anhalt      | DEU  |      |    |
| | Selbitz                                                | Lichtenberg                                      | Rohrleitungsbrücke zum Kraftwerk Höllental | Bayern              | DEU  |      |    |
| | Spandauer Schifffahrtskanal                            | Berlin-Moabit                                    | Rohrbrücke am Heizkraftwerk Moabit | Berlin              | DEU  |      |    |
| | Spree                                                  | Berlin-Siemensstadt                              | Rohrbrücke am Heizkraftwerk Reuter | Berlin              | DEU  |      |    |
| | Stichkanal Rummelsburg                                 | Berlin-Rummelsburg                               | Rohrbrücke für Fernwärmeleitungen parallel zur Klingenbergbrücke am Heizkraftwerk Klingenberg über einen in 1920er Jahren zur Versorgung des Kraftwerkes angelegten Stichkanal von der Spree                                                                                               | Berlin              | DEU  |      |    |
| | Straße Vorm Pfaffenstiege, Gleise einer Werksbahn      | Leinefelde-Worbis                                | Rohrleitungsbrücke | Thüringen           | DEU  |      |    |
| | Teltowkanal                                            | Berlin-Lichterfelde                              | Rohrleitungsbrücke | Berlin              | DEU  |      |    |
| | Teltowkanal                                            | Berlin-Lichterfelde                              | Rohrleitungsbrücke | Berlin              | DEU  |      |    |
| | Teltowkanal                                            | Babelsberg                                       | Rohrleitungsbrücke | Brandenburg         | DEU  |      |    |
| | Teltowkanal                                            | Kleinmachnow – Teltow                            | Rohrleitungsbrücke | Brandenburg         | DEU  |      |    |
| | Teufelsgraben                                          | Grub, Valley                                     | Fernwasserrohrleitung-Bogenbrücke | Bayern              | DEU  |      |    |
| | Ulster                                                 | Unterbreizbach                                   | Rohrleitungsbrücke | Thüringen           | DEU  |      |    |
| | Vechte                                                 | Haftenkamp – Esche                               | Rohrleitungsbrücke | Niedersachsen       | DEU  |      |    |
| weitere Bilder | Weißeritz                                              | Dresden                                          | Rohrleitungsbrücke | Sachsen             | DEU  |      |    |
| | Weiße Elster                                           | Leipzig                                          | Fernwärmeleitungsbrücke | Sachsen             | DEU  |      |    |
| | Weiße Elster                                           | Leipzig                                          | Rohrleitungsbrücke zum Klärwerk Rosental vor dem unteren Elsterwehr | Sachsen             | DEU  |      |    |
| | Wesel-Datteln-Kanal                                    | Dorsten                                          | Rohrleitungsbrücke von 1964 (Fachwerkbrücke) | Nordrhein-Westfalen | DEU  |      |    |
| | Wesel-Datteln-Kanal                                    | Haltern am See                                   | Rohrleitungsbrücke (Stabbogenbrücke) | Nordrhein-Westfalen | DEU  |      |    |
| | Wilhelmstraße                                          | Hamm                                             | Rohrleitungsbrücke | Nordrhein-Westfalen | DEU  |      |    |
| weitere Bilder | Wupper                                                 | Wuppertal                                        | Rohrleitungsbrücke Die Brücke wird von der Wuppertaler Schwebebahn überquert. | Nordrhein-Westfalen | DEU  |      |    |
| weitere Bilder | Wupper                                                 | Wuppertal                                        | Rohrleitungsbrücke Die Brücke wird von der Wuppertaler Schwebebahn überquert. | Nordrhein-Westfalen | DEU  |      |    |
| weitere Bilder | Wupper                                                 | Wuppertal                                        | Rohrleitungsbrücke Die Brücke wird von der Wuppertaler Schwebebahn überquert. | Nordrhein-Westfalen | DEU  |      |    |
| | Wurzner Straße                                         | Leipzig                                          | Fernwärme-Rohrleitungsviadukt der Stadtwerke Leipzig (Güterringbrücke Wurzener Straße) | Sachsen             | DEU  |      |    |
| | Zufahrtstraße(n) zum Panometer                         | Leipzig                                          | Fernwärme-Rohrleitungsviadukt der Stadtwerke Leipzig (Panometer Leipzig) | Sachsen             | DEU  |      |    |
| | Zwickauer Mulde                                        | Bad Schlema                                      | Rohrbrücke Lößnitzer Straße | Sachsen             | DEU  |      |    |
| weitere Bilder | Zwickauer Mulde                                        | Zwickau                                          | Über die überdachte Holzbrücke mit Holzröhren für die Trinkwasserzuleitung wurde mittels durchbohrter Baumstämme sauberes Trinkwasser aus dem Reinsdorfer und Pöhlauer Grunde in die Stadt geleitet. Der historische Röhrensteg von 1790 wird heute von Fußgängern und Radfahrern benutzt. | Sachsen             | DEU  |      |    |

### Finnland
| Bild | Querung             | Ort        | Detailangaben | Region      | Land | Lage | WD |
| ---- | ------------------- | ---------- | --- | ----------- | ---- | ---- | -- |
|      | Kyrönsalmi (Saimaa) | Savonlinna | Eisenbahn-Fachwerkbrücke mit Fernwärmeleitungen und öffentlichem Fußgängersteg                                                                   | Südsavo     | FIN  |      |    |
|      | Näsijärvi           | Tampere    | Die Lapinniemi-Rohrbrücke (1959–1987) war eine 500 m lange Hängebrücke zwischen dem Tampella-Dampfkraftwerk und der Baumwollspinnerei Lapinniemi | Pirkanmaa   | FIN  |      |    |
|      | Vuoksi              | Imatra     | Rohrleitungsbrücke | Südkarelien | FIN  |      |    |

### Frankreich
| Bild | Querung                 | Ort                                      | Detailangaben                                                                      | Region               | Land | Lage | WD |
| --- | ----------------------- | ---------------------------------------- | ---------------------------------------------------------------------------------- | -------------------- | ---- | ---- | -- |
| weitere Bilder | Canal de Jonage         | Vaulx-en-Velin                           | Rohrleitungs-Schrägseilbrücke westlich neben der Straßenbrücke Pont de la Sucrerie | Auvergne-Rhône-Alpes | FRA  |      |    |
| Bild gesucht Die Wikipedia wünscht sich an dieser Stelle ein Bild vom Ort mit diesen Koordinaten -45.664874 4.83039 . Motiv: Rohrleitungsbrücke Falls du dabei helfen möchtest, erklärt die Anleitung , wie das geht. BW | Rhone                   | Lyon                                     | Erdgas-Rohrleitungsbrücke der GRTgaz                                               | Auvergne-Rhône-Alpes | FRA  |      |    |
| Bild gesucht Die Wikipedia wünscht sich an dieser Stelle ein Bild vom Ort mit diesen Koordinaten -20.91982 55.51214 . Motiv: Rohrleitungsbrücke Falls du dabei helfen möchtest, erklärt die Anleitung , wie das geht. BW | Rivière des Pluies      | Saint-Denis – Sainte-Marie               | Stahlfachwerk-Rohrleitungsbrücke von 1861 (Desbassyns Aquädukt)                    | Réunion              | FRA  |      |    |
| | Ruisseau de l`Englennaz | Saint-Sigismond (Haute-Savoie)           | Rohrleitungs-Hängebrücke                                                           | Auvergne-Rhône-Alpes | FRA  |      |    |
| | Seine                   | Veneux-les-Sablons – Champagne-sur-Seine | Rohrleitungsbrücke mit Fusssteg                                                    | Île-de-France        | FRA  |      |    |

### Indien
| Bild | Querung           | Ort         | Detailangaben                 | Region     | Land | Lage | WD |
| ---- | ----------------- | ----------- | ----------------------------- | ---------- | ---- | ---- | -- |
|      | Chitrapuzha River | Kochi       | Rohrleitungs-Schrägseilbrücke | Kerala     | IND  |      |    |
|      | Porur Lake        | Chennai     | Rohrleitungsbrücke            | Tamil Nadu | IND  |      |    |
|      | Thamirabarani     | Tirunelveli | Rohrleitungsbrücke            | Tamil Nadu | IND  |      |    |
|      | Vennar            | Thanjavur   | Rohrleitungsbrücke            | Tamil Nadu | IND  |      |    |

### Italien
| Bild           | Querung                | Ort          | Detailangaben                                                           | Region                  | Land | Lage | WD |
| -------------- | ---------------------- | ------------ | ----------------------------------------------------------------------- | ----------------------- | ---- | ---- | -- |
| weitere Bilder | Canale Industriale Sud | Marghera     | Rohrleitungsbrücke im Hafen von Venedig (Ponte Bossi im Porto Marghera) | Venetien                | ITA  |      |    |
|                | Sesia                  | Greggio      | Rohrleitungsbrücke                                                      | Piemont                 | ITA  |      |    |
|                | Vajont-Tal             | Erto e Casso | Rohrleitungsbrücke an der Vajont-Staumauer                              | Friaul-Julisch Venetien | ITA  |      |    |

### Japan
| Bild           | Querung                                  | Ort                      | Detailangaben | Region                             | Land | Lage | WD |
| -------------- | ---------------------------------------- | ------------------------ | --- | ---------------------------------- | ---- | ---- | -- |
|                | Ai River                                 | Suita                    | Rohrleitungsbrücke | Präfektur Osaka                    | JPN  |      |    |
| weitere Bilder | Arakawa                                  | Kōnosu                   | Rohrleitungsbrücke ähnlich der Fujikawasuikan-Brücke mit Wasserrohren als Untergurte (Arakawa Aquedukt)                                                                                              | Präfektur Saitama                  | JPN  |      |    |
|                | Edo                                      | Ichikawa                 | Fachwerk-Rohrbrücke mit 8 Feldern, die Rohrleitung bildet den Untergurt der parallelgurtigen Träger                                                                                                  | Präfektur Chiba                    | JPN  |      |    |
|                | Edo                                      | Ichikawa                 | Kombinierte Fachwerk- und Stabbogenbrücke, die Rohrleitungen bilden jeweils die Untergurte | Präfektur Chiba                    | JPN  |      |    |
|                | Fuji (Fluss)                             | Fuji (Shizuoka)          | Die Rohrbrücke von 1970 führt zwei Wasserrohre mit 2,2 m Durchmesser, die zudem die Untergurte der zehn Stabbogen-Brückenfelder bilden; dazwischen verläuft ein Wartungsgang (Fujikawasuikan Bridge) | Präfektur Shizuoka                 | JPN  |      |    |
|                | Hatsuka (Fluss)                          | Kōbe                     | Rohrleitungsbrücke vor der Sengari-Talsperre | Präfektur Hyōgo                    | JPN  |      |    |
|                | Hikiji (Fluss)                           | Fujisawa                 | Rohrleitungsbrücke | Präfektur Kanagawa                 | JPN  |      |    |
| weitere Bilder | Hirose River                             | Sendai                   | Abwasser-Rohrleitungsbrücke | Präfektur Miyagi                   | JPN  |      |    |
|                | Hori River                               | Nagoya                   | Rohrleitungsbrücke mit privatem Fußgängersteg | Präfektur Aichi                    | JPN  |      |    |
|                | Itatani                                  | Shimada                  | Rohrleitungsbrücke | Präfektur Shizuoka                 | JPN  |      |    |
|                | Kinokawa River (mündet in den Kii-Kanal) | Wakayama                 | Rohrleitungsbrücke | Präfektur Wakayama                 | JPN  |      |    |
|                | Kiso (Fluss)                             | Kiso                     | Als Doppelstockbrücke ausgeführte Fachwerkbrücke an der Mündung des Otaki in den Kiso, mit Rohrleitung auf der unteren und Fußgängerweg auf der oberen Ebene                                         | Präfektur Nagano                   | JPN  |      |    |
| weitere Bilder | Kumano (Fluss)                           | Totsukawa                | Rohrleitungsbrücke zum Totsukawa-Kraftwerk I (Talsperre Kazeya) | Präfektur Nara                     | JPN  |      |    |
|                | Nobori (Fluss)                           | Minamiuonuma             | Rohrleitungsbrücke | Präfektur Niigata                  | JPN  |      |    |
|                | Mabechi (Fluss)                          | Hachinohe                | Rohrleitungsbrücke | Präfektur Aomori                   | JPN  |      |    |
|                | Muko (Fluss)                             | Nishinomiya – Takarazuka | Fachwerk-Rohrleitungsbrücke | Präfektur Hyōgo                    | JPN  |      |    |
|                | Ōtaki (Fluss)                            | Ōtaki                    | Fachwerk-Rohrleitungsbrücke | Präfektur Nagano                   | JPN  |      |    |
|                | Sakai River                              | Machida – Yamato         | Rohrleitungsbrücken | Präfektur Tokio Präfektur Kanagawa | JPN  |      |    |
|                | Suketō River                             | Tokushima                | Rohrleitungsbrücke mit Fußgängersteg | Präfektur Tokushima                | JPN  |      |    |
|                | Sumida                                   | Tokio                    | Kabeltrasse und Rohrleitungsbrücke (Nippon Telegraph and Telephone und Wasserversorgungsamt der Präfektur Tokio) (NTT Kuramae Cable Bridge)                                                          | Präfektur Tokio                    | JPN  |      |    |
|                | Tama                                     | Hachiōji – Akishima      | Rohrleitungsbrücke | Präfektur Tokio                    | JPN  |      |    |
|                | Tama                                     | Inagi – Chōfu            | Rohrleitungsbrücke westlich der Tamagawara-Brücke | Präfektur Tokio                    | JPN  |      |    |
|                | Yamato (Fluss)                           | Kashiwara                | Fachwerk-Rohrbrücke mit 4 Feldern, die Rohrleitung bildet den Untergurt der parallelgurtigen Träger                                                                                                  | Präfektur Osaka                    | JPN  |      |    |

### Kanada
| Bild | Querung                                  | Ort                                 | Detailangaben | Region           | Land | Lage | WD |
| --- | ---------------------------------------- | ----------------------------------- | --- | ---------------- | ---- | ---- | -- |
| weitere Bilder | Bow River                                | Municipal District of Bighorn No. 8 | Fachwerkbrücke für Erdgasleitungen (ATCO Seebe Bridge Pipeline Crossing) | Alberta          | CAN  |      |    |
| Bild gesucht Die Wikipedia wünscht sich an dieser Stelle ein Bild vom Ort mit diesen Koordinaten 50.282937 -121.623008 . Motiv: Rohrleitungsbrücke Falls du dabei helfen möchtest, erklärt die Anleitung , wie das geht. BW | Fraser River                             | Lytton                              | Eine 1997 fertiggestellte 200 m lange Hängebrücke mit Fußweg. Sie ist Teil des Lytton First Nations Water Systems und führt durch eine beheizbare 273 mm-Rohrleitung Wasser vom Stein River zum Ostufer des Fraser River. | British Columbia | CAN  |      |    |
| | Fraser River, British Columbia Highway 7 | Hope                                | Rohrleitungsbrücke | British Columbia | CAN  |      |    |
| | Lynn Creek                               | North Vancouver                     | Zwei Rohrleitungsbrücken über den Lynn Canyon etwa 700 Meter nördlich von der Lynn Canyon Suspension Bridge | British Columbia | CAN  |      |    |
| | Ottawa River                             | Ottawa                              | Fachwerkbrücke für Wasserleitungen zur Aufbereitungsanlage auf Lemieux Island | Ontario          | CAN  |      |    |
| | Ottawa River                             | Gatineau                            | Rohrleitungs-Fachwerkbrücke | Québec           | CAN  |      |    |
| | Peace River                              | Taylor                              | Rohrleitungs-Hängebrücke | British Columbia | CAN  |      |    |

### Kanada↔Vereinigte Staaten
| Bild                       | Querung     | Ort                                | Detailangaben | Region            | Land    | Lage | WD |
| -------------------------- | ----------- | ---------------------------------- | --- | ----------------- | ------- | ---- | -- |
| Brücke in der Mitte rechts | Rainy River | Fort Frances – International Falls | Die grenzüberschreitende Straßen- und Eisenbahnbrücke ist mit einer Pipeline versehen, die mittig über die Brücke verläuft. | Ontario Minnesota | CAN USA |      |    |

### Liechtenstein↔Schweiz
| Bild | Querung    | Ort            | Detailangaben | Region                                     | Land    | Lage | WD |
| ---- | ---------- | -------------- | --- | ------------------------------------------ | ------- | ---- | -- |
|      | Alpenrhein | Buchs – Schaan | Die grenzüberschreitende Ferndampfleitungsbrücke mit öffentlichem Fussgänger- und Veloübergang wurde 2008 erbaut. | Kanton St. Gallen Oberland (Liechtenstein) | LIE CHE |      |    |

### Litauen
| Bild | Querung       | Ort    | Detailangaben             | Region | Land | Lage | WD |
| ---- | ------------- | ------ | ------------------------- | ------ | ---- | ---- | -- |
|      | Fabriko gatvė | Jonava | Erdgas-Rohrleitungsbrücke | Kaunas | LTU  |      |    |

### Mexiko
| Bild | Querung    | Ort    | Detailangaben                    | Region               | Land | Lage | WD |
| ---- | ---------- | ------ | -------------------------------- | -------------------- | ---- | ---- | -- |
|      | Rio Atoyac | Puebla | Fachwerkbrücke für Erdöl (PEMEX) | Puebla (Bundesstaat) | MEX  |      |    |

### Neuseeland
| Bild | Querung        | Ort        | Detailangaben                                                                | Region              | Land | Lage | WD |
| ---- | -------------- | ---------- | ---------------------------------------------------------------------------- | ------------------- | ---- | ---- | -- |
|      | Hutt River     | Upper Hutt | Netzwerkbogenbrücke mit Rohrleitung und Fußweg                               | Wellington (Region) | NZL  |      |    |
|      | Shotover River | Queenstown | Fachwerkbrücke von 1975 mit Rohrleitungen und Fußweg (Lower Shotover Bridge) | Otago (Region)      | NZL  |      |    |

### Niederlande
| Bild | Querung        | Ort     | Detailangaben | Region          | Land | Lage | WD |
| ---- | -------------- | ------- | ------------- | --------------- | ---- | ---- | -- |
|      | Industriehaven | Utrecht | Rohrbrücke    | Provinz Utrecht | NLD  |      |    |

### Norwegen
| Bild | Querung  | Ort   | Detailangaben                        | Region   | Land | Lage | WD |
| ---- | -------- | ----- | ------------------------------------ | -------- | ---- | ---- | -- |
|      | Storelva | Sauda | Elkem Power Plant Rohrleitungsbrücke | Rogaland | NOR  |      |    |

### Österreich
| Bild           | Querung                           | Ort                                       | Detailangaben                                                                                                   | Region                | Land | Lage | WD |
| -------------- | --------------------------------- | ----------------------------------------- | --- | --------------------- | ---- | ---- | -- |
| weitere Bilder | Donau                             | Lobau – Schwechat                         | Rohrleitungsbrücke für Erdgas                                                                                   | Wien Niederösterreich | AUT  |      |    |
| weitere Bilder | Donau                             | Lobau – Mannswörth                        | Rohrleitungsbrücke mit Gas-Hochdruckleitung                                                                     | Wien Niederösterreich | AUT  |      |    |
| weitere Bilder | Donaukanal                        | Wien                                      | Begehbare Rohrleitungsbrücke mit Gasleitungen                                                                   | Wien                  | AUT  |      |    |
|                | Donaukanal                        | Wien                                      | Ehemalige Brücke mit Fernwärmeleitungen                                                                         | Wien                  | AUT  |      |    |
| weitere Bilder | Donaukanal                        | Wien                                      | Begehbare Wasserrohrleitungsbrücke mit Gasleitung                                                               | Wien                  | AUT  |      |    |
|                | Mur                               | Graz                                      | Ehemalige Gasleitungsbrücke, die nach der Stilllegung der Gasleitung als Fuß- und Fahrradbrücke umgebaut wurde. | Steiermark            | AUT  |      |    |
| weitere Bilder | Pass Gschütt Straße, Gosaubachtal | Gosau – Hallstatt                         | Soleleitungsbrücke                                                                                              | Oberösterreich        | AUT  |      |    |
|                | Sill                              | Ellbögen                                  | Wasserleitungsbrücke                                                                                            | Tirol                 | AUT  |      |    |
|                | Sill                              | Schönberg im Stubaital – Vill (Innsbruck) | Wasserleitungsbrücke                                                                                            | Tirol                 | AUT  |      |    |
|                | Ybbs                              | St. Georgen am Reith                      | Druckrohr-Wasserleitungsbrücke                                                                                  | Niederösterreich      | AUT  |      |    |

### Papua-Neuguinea
| Bild | Querung                     | Ort                                                          | Detailangaben | Region                                    | Land | Lage | WD |
| ---- | --------------------------- | ------------------------------------------------------------ | --- | ----------------------------------------- | ---- | ---- | -- |
|      | Hegigiotal des Tagari River | Southern Highlands Province (Süden) - Hela Province (Norden) | Ehemalige Hängebrücke für Erdölleitung, Länge 470 m, Höhe 393 m über Talgrund (höchste Rohrleitungsbrücke der Welt), gebaut 2004/05, abgerissen 2023 | Southern Highlands Province Hela Province | PNG  |      |    |

### Philippinen
| Bild | Querung          | Ort               | Detailangaben                                      | Region        | Land | Lage | WD |
| ---- | ---------------- | ----------------- | -------------------------------------------------- | ------------- | ---- | ---- | -- |
|      | Marikina River   | Rodriguez (Rizal) | Wasserleitungsrohrbrücke                           | Provinz Rizal | PHL  |      |    |
|      | Meycauayan River | Meycauayan        | Wasserleitungsrohrbrücke                           | Bulacan       | PHL  |      |    |
|      | Pasig (Fluss)    | Pasig City        | Wasserleitungsrohrbrücke (Maynilad Water Services) | Metro Manila  | PHL  |      |    |
|      | Pasig (Fluss)    | Manila            | Wasserleitungsrohrbrücke (Maynilad Water Services) | Metro Manila  | PHL  |      |    |
|      | Pasig (Fluss)    | Manila            | Wasserleitungsrohrbrücke                           | Metro Manila  | PHL  |      |    |
|      | Tanay River      | Tanay (Rizal)     | Wasserleitungsrohrbrücke                           | Provinz Rizal | PHL  |      |    |
|      | Tullahan River   | Navotas           | Wasserleitungsrohrbrücke (Maynilad Water Services) | Metro Manila  | PHL  |      |    |

### Polen
| Bild           | Querung                     | Ort      | Detailangaben            | Region                       | Land | Lage | WD |
| -------------- | --------------------------- | -------- | ------------------------ | ---------------------------- | ---- | ---- | -- |
|                | Bahnstrecke Elbląg–Braniewo | Braniewo | Rohrleitungsbrücke       | Woiwodschaft Ermland-Masuren | POL  |      |    |
| weitere Bilder | Oder                        | Racibórz | Rohrleitungsbrücke       | Woiwodschaft Schlesien       | POL  |      |    |
|                | Warthe                      | Posen    | Rohrleitungs-Hängebrücke | Woiwodschaft Großpolen       | POL  |      |    |
|                | Westoder                    | Stettin  | Rohrleitungsbrücke       | Woiwodschaft Westpommern     | POL  |      |    |

### Rumänien
| Bild | Querung                 | Ort              | Detailangaben      | Region          | Land | Lage | WD |
| ---- | ----------------------- | ---------------- | ------------------ | --------------- | ---- | ---- | -- |
|      | Gleise Bahnhof Năvodari | Bahnhof Năvodari | Rohrleitungsbrücke | Kreis Constanța | ROU  |      |    |

### Russland
| Bild | Querung                           | Ort              | Detailangaben                 | Region           | Land | Lage | WD |
| --- | --------------------------------- | ---------------- | ----------------------------- | ---------------- | ---- | ---- | -- |
| Bild gesucht Die Wikipedia wünscht sich an dieser Stelle ein Bild vom Ort mit diesen Koordinaten 54.799052 32.135042 . Motiv: Rohrleitungsbrücke Falls du dabei helfen möchtest, erklärt die Anleitung , wie das geht. BW | Dnepr                             | Smolensk         | Rohrleitungs-Hängebrücke      | Oblast Smolensk  | RUS  |      |    |
| | Gleise                            | Sankt Petersburg | Fernwärme-Rohrleitungsbrücke  | Nordwestrussland | RUS  |      |    |
| weitere Bilder | Kljasma                           | Oblast Moskau    | Rohrleitungs-Hängebrücke      | Zentralrussland  | RUS  |      |    |
| | Novosulazhgorskaya Straße, Gleise | Petrosawodsk     | Rohrleitungsbrücke            | Nordwestrussland | RUS  |      |    |
| | Obwodny-Kanal                     | Sankt Petersburg | Rohrleitungsbrücke            | Nordwestrussland | RUS  |      |    |
| | Straßen im Rajon Swerdlowski      | Krasnojarsk      | Fernwärme-Rohrleitungsviadukt | Sibirien         | RUS  |      |    |

### Schweiz
| Bild | Querung                            | Ort                                   | Detailangaben | Region                              | Land | Lage | WD |
| --- | ---------------------------------- | ------------------------------------- | --- | ----------------------------------- | ---- | ---- | -- |
| | Aare                               | Brugg – Windisch                      | Abwasserleitung-Rohrhängebrücke mit öffentlichem Fussgängersteg überquert den Fluss vom Pumpwerk Auhof im Auschachen zur regionalen Kläranlage «ARA Wasserschloss» im Gebiet «Aareschache» bei Windisch.                   | Kanton Aargau                       | CHE  |      |    |
| | Aare (Oberwasserkanal)             | Döttingen                             | Wasserleitung-Fachwerkbrücke mit öffentlichem Fussgängersteg bei der künstlichen Insel Beznau. | Kanton Aargau                       | CHE  |      |    |
| | Aare                               | Riedholz – Zuchwil                    | Fernwärmeleitungsbrücke | Kanton Solothurn                    | CHE  |      |    |
| | Aare                               | Riedholz – Luterbach                  | Stillgelegte Rohrleitungsbrücke beim Attisholz-Areal | Kanton Solothurn                    | CHE  |      |    |
| | Aare                               | Olten – Aarburg                       | Erdgas-Rohrleitungsbrücke | Kanton Solothurn Kanton Aargau      | CHE  |      |    |
| | Albula                             | Tiefencastel                          | Wasserleitungsbrücke | Kanton Graubünden                   | CHE  |      |    |
| | Albula                             | Vaz/Obervaz-Obersolis                 | Wasserdruckleitungsbrücke mit Kontrollsteg | Kanton Graubünden                   | CHE  |      |    |
| | Allaine                            | Boncourt                              | Rohrleitungsbrücke | Kanton Jura                         | CHE  |      |    |
| | Alpenrhein                         | Tamins – Domat/Ems                    | Erdgasrohrleitungsbrücke | Kanton Graubünden                   | CHE  |      |    |
| | Alpenrhein                         | Bad Ragaz – Fläsch                    | Rohrleitungsbrücke mit Kontrollsteg | Kanton St. Gallen Kanton Graubünden | CHE  |      |    |
| | Areuse                             | Areuse – Cortaillod                   | Rohrleitungsbrücke | Kanton Neuenburg                    | CHE  |      |    |
| weitere Bilder | Autobahn A6, Bahnstrecke Bern–Thun | Bern                                  | Rohrleitungsbrücke mit einer Länge von 147 m über die Autobahn und eine Bahnlinie | Kanton Bern                         | CHE  |      |    |
| | Birs                               | Choindez                              | Rohrleitungsbrücke | Kanton Jura                         | CHE  |      |    |
| | Birs                               | Laufen                                | Rohrleitungsbrücke | Kanton Basel-Landschaft             | CHE  |      |    |
| | Birs                               | Grellingen                            | Rohrleitungsbrücke | Kanton Basel-Landschaft             | CHE  |      |    |
| | Birs                               | Aesch                                 | Gasrohrleitungsbrücke mit Kontrollsteg | Kanton Basel-Landschaft             | CHE  |      |    |
| | Chärstelenbach                     | Bristen                               | Wasserdruckleitungsbrücke mit Fusssteg | Kanton Uri                          | CHE  |      |    |
| | Dranse                             | Sembrancher − Vollèges                | Rohrleitungsbrücke | Kanton Wallis                       | CHE  |      |    |
| | Dranse                             | Martigny-Croix − Martigny             | Ölleitungsbrücke (Oléoduc du Rhône) mit Fusssteg | Kanton Wallis                       | CHE  |      |    |
| | Dranse                             | Martigny-Croix − Martigny             | Rohrleitungsbrücke | Kanton Wallis                       | CHE  |      |    |
| | Emme                               | Zuchwil – Luterbach                   | Rohrleitungsbrücke | Kanton Solothurn                    | CHE  |      |    |
| | Emmekanal-Überlauf                 | Derendingen                           | Rohrleitungsbrücke | Kanton Solothurn                    | CHE  |      |    |
| | Emmekanal                          | Luterbach                             | Rohrleitungsbrücke | Kanton Solothurn                    | CHE  |      |    |
| | Emmekanal                          | Luterbach                             | Rohrleitungsbrücke | Kanton Solothurn                    | CHE  |      |    |
| | Emmekanal                          | Luterbach                             | Rohrleitungsbrücke | Kanton Solothurn                    | CHE  |      |    |
| | Engelberger Aa                     | Engelberg                             | Wasserleitungsbrücke | Kanton Obwalden                     | CHE  |      |    |
| | Engelberger Aa                     | Wolfenschiessen – Engelberg-Grafenort | Wasserleitungsbrücke mit Kontrollsteg Druckleitung vom Staubecken Obermatt zum Kraftwerk Dallenwil | Kanton Nidwalden Kanton Obwalden    | CHE  |      |    |
| | Glâne                              | Romont                                | Rohrleitungsbrücke | Kanton Freiburg                     | CHE  |      |    |
| | Glâne                              | Villars‑sur‑Glâne – Posieux           | Rohrleitungsbrücke | Kanton Freiburg                     | CHE  |      |    |
| | Glatt                              | Zürich-Schwamendingen                 | Fernwärmeleitungsbrücke | Kanton Zürich                       | CHE  |      |    |
| | Goldach                            | Trogen – Rehetobel                    | Rohrleitungsbrücke | Kanton Appenzell Ausserrhoden       | CHE  |      |    |
| | Goldach                            | Goldach                               | Wasserleitungsbrücke | Kanton St. Gallen                   | CHE  |      |    |
| | Jaunbach                           | Broc                                  | Rohrleitungs-Fachwerkbrücke | Kanton Freiburg                     | CHE  |      |    |
| | Julia                              | Savognin                              | Milchpipelinebrücke | Kanton Graubünden                   | CHE  |      |    |
| | Julia                              | Cunter                                | Wasserleitungsbrücke | Kanton Graubünden                   | CHE  |      |    |
| | Julia                              | Tiefencastel                          | Feldweg- und Wasserleitungsbrücke | Kanton Graubünden                   | CHE  |      |    |
| | Kalte Sense                        | Zollhaus – Sangernboden               | Rohrleitungsbrücke | Kanton Freiburg Kanton Bern         | CHE  |      |    |
| | Kander                             | Kandersteg                            | Wasserleitungsbrücke | Kanton Bern                         | CHE  |      |    |
| | Kander                             | Kandergrund                           | Wasserleitungsbrücke mit Werksteg | Kanton Bern                         | CHE  |      |    |
| | Kander                             | Reutigen – Einigen                    | Die in den 1970 Jahren erbaute Kanalisationsbrücke führt eine Abwasserleitung und einen öffentlichen Fussgängersteg über den Fluss.                                                                                        | Kanton Bern                         | CHE  |      |    |
| | Kleine Emme                        | Emmenbrücke – Luzern-Littau           | Rohrleitungsbrücke | Kanton Luzern                       | CHE  |      |    |
| | Kleine Emme                        | Emmenbrücke – Luzern-Littau           | Rohrleitungsbrücke mit Kontrollsteg | Kanton Luzern                       | CHE  |      |    |
| weitere Bilder | Lammbachgraben                     | Schwanden bei Brienz                  | Wasserleitungsbrücke | Kanton Bern                         | CHE  |      |    |
| weitere Bilder | Leidbach Kar                       | Staldenried                           | Wasserleitungsrohrbrücke, welche die Finileri und Gsponeri Suonen über eine Geröllhalde in einer gemeinsamen Rohrleitung überwinden.                                                                                       | Kanton Wallis                       | CHE  |      |    |
| | Limmat                             | Zürich-Altstetten – Zürich-Höngg      | Hängebrücke kombiniert für Abwasserleitung und Fussgänger | Kanton Zürich                       | CHE  |      |    |
| | Limmat                             | Zürich-Altstetten – Zürich-Höngg      | Hängebrücke kombiniert für Erdgasleitung und Fussgänger | Kanton Zürich                       | CHE  |      |    |
| | Limmat                             | Turgi – Obersiggenthal                | Wasserleitungsbrücke | Kanton Aargau                       | CHE  |      |    |
| | Limmat-Werkkanal                   | Gebenstorf-Vogelsang                  | Rohrleitungsbrücke | Kanton Aargau                       | CHE  |      |    |
| | Linth                              | Luchsingen – Hätzingen                | Wasserleitungsbrücke | Kanton Glarus                       | CHE  |      |    |
| | Lorzenkanal                        | Hagendorn                             | Wasserleitungsbrücke | Kanton Zug                          | CHE  |      |    |
| | Lütschine                          | Wilderswil – Gsteigwiler              | Rohrleitungsbrücke | Kanton Bern                         | CHE  |      |    |
| Bild gesucht Die Wikipedia wünscht sich an dieser Stelle ein Bild vom Ort mit diesen Koordinaten 46.152863 8.627739 . Motiv: Rohrleitungsbrücke Falls du dabei helfen möchtest, erklärt die Anleitung , wie das geht. BW | Monetotal                          | Moneto – Palagnedra                   | Rohrleitungsbrücke | Kanton Tessin                       | CHE  |      |    |
| | Muota                              | Bisisthal-Sahli                       | Wasserdruckleitungsbrücke | Kanton Schwyz                       | CHE  |      |    |
| | Muota                              | Ibach                                 | Wasserdruckleitungsbrücke | Kanton Schwyz                       | CHE  |      |    |
| weitere Bilder | Navisence                          | Chalais – Niouc                       | Die Niouc-Brücke besteht aus einer Wasserleitung und einer Fussgängerbrücke. | Kanton Wallis                       | CHE  |      |    |
| | Orbe                               | Montcherand – Agiez                   | Rohrleitungsbrücke mit Kontrollsteg | Kanton Waadt                        | CHE  |      |    |
| | Orbe                               | Orbe – Agiez                          | Rohrleitungsbrücke | Kanton Waadt                        | CHE  |      |    |
| | Petite Glâne                       | Rueyres-les-Prés                      | Rohrleitungsbrücke | Kanton Freiburg                     | CHE  |      |    |
| | Plessur                            | Langwies                              | Abwasserleitungsbrücke | Kanton Graubünden                   | CHE  |      |    |
| | Plessur                            | Tschiertschen – Lüen                  | Wasserleitungsbrücke mit Kontrollsteg | Kanton Graubünden                   | CHE  |      |    |
| | Plessur                            | Churwalden – Maladers                 | Wasserleitungsbrücke | Kanton Graubünden                   | CHE  |      |    |
| | Plessur                            | Churwalden – Maladers                 | Wasserleitungsbrücke | Kanton Graubünden                   | CHE  |      |    |
| | Plessur                            | Chur                                  | Wasserleitungsbrücke | Kanton Graubünden                   | CHE  |      |    |
| | Plessur                            | Chur                                  | Wasserleitungsbrücke | Kanton Graubünden                   | CHE  |      |    |
| | Plessur                            | Chur                                  | Wasserleitungsbrücke | Kanton Graubünden                   | CHE  |      |    |
| | Plessur                            | Chur                                  | Wasserleitungsbrücke | Kanton Graubünden                   | CHE  |      |    |
| | Reuss                              | Gurtnellen                            | Rohrleitungsbrücke mit Fusssteg | Kanton Uri                          | CHE  |      |    |
| | Reusskanal                         | Perlen                                | Rohrleitungsbrücke | Kanton Luzern                       | CHE  |      |    |
| | Reusskanal                         | Perlen                                | Rohrleitungsbrücke | Kanton Luzern                       | CHE  |      |    |
| | Reusskanal                         | Perlen                                | Rohrleitungsbrücke | Kanton Luzern                       | CHE  |      |    |
| | Reusskanal                         | Perlen                                | Rohrleitungsbrücke | Kanton Luzern                       | CHE  |      |    |
| | Reusskanal                         | Perlen                                | Rohrleitungsbrücke | Kanton Luzern                       | CHE  |      |    |
| | Reusskanal                         | Perlen                                | Rohrleitungsbrücke | Kanton Luzern                       | CHE  |      |    |
| | Reuss                              | Bremgarten                            | Schrägseilbrücke kombiniert für Fussgänger und Abwasserleitungen | Kanton Aargau                       | CHE  |      |    |
| | Rheintaler Binnenkanal             | Oberriet – Montlingen                 | Abwasserleitungsbrücke mit öffentlichem Fusssteg | Kanton St. Gallen                   | CHE  |      |    |
| | Rheintaler Binnenkanal             | Au                                    | Rohrleitungsbrücke | Kanton St. Gallen                   | CHE  |      |    |
| | Rheintaler Binnenkanal             | St. Margrethen                        | Rohrleitungsbrücke | Kanton St. Gallen                   | CHE  |      |    |
| Bild gesucht Die Wikipedia wünscht sich an dieser Stelle ein Bild vom Ort mit diesen Koordinaten 46.37673 8.095178 . Motiv: Rohrleitungsbrücke Falls du dabei helfen möchtest, erklärt die Anleitung , wie das geht. BW  | Rhone                              | Grengiols                             | Erdgas-Rohrleitungsbrücke der Swissgas | Kanton Wallis                       | CHE  |      |    |
| Bild gesucht Die Wikipedia wünscht sich an dieser Stelle ein Bild vom Ort mit diesen Koordinaten 46.305072 7.942053 . Motiv: Rohrleitungsbrücke Falls du dabei helfen möchtest, erklärt die Anleitung , wie das geht. BW | Rhone                              | Gamsen                                | Rohrleitungsbrücke | Kanton Wallis                       | CHE  |      |    |
| | Rhone                              | Bieudron – Ardon                      | Erdgas-Rohrleitungsbrücke mit Kontrollsteg | Kanton Wallis                       | CHE  |      |    |
| | Rhone                              | Fey – Saint-Pierre-de-Clages          | Rohrleitungsbrücke mit Kontrollsteg | Kanton Wallis                       | CHE  |      |    |
| Bild gesucht Die Wikipedia wünscht sich an dieser Stelle ein Bild vom Ort mit diesen Koordinaten 46.143376 7.043909 . Motiv: Rohrleitungsbrücke Falls du dabei helfen möchtest, erklärt die Anleitung , wie das geht. BW | Rhone                              | Vernayaz – Dorénaz                    | Rohrleitungs-Schrägseilbrücke | Kanton Wallis                       | CHE  |      |    |
| | Rhone                              | Monthey – Bex                         | Erdgasrohrleitungsbrücke mit Kontrollsteg | Kanton Wallis Kanton Waadt          | CHE  |      |    |
| | Rhone                              | Collombey – Aigle                     | Erdgasrohrleitungsbrücke | Kanton Wallis Kanton Waadt          | CHE  |      |    |
| Bild gesucht Die Wikipedia wünscht sich an dieser Stelle ein Bild vom Ort mit diesen Koordinaten 46.384413 6.871604 . Motiv: Rohrleitungsbrücke Falls du dabei helfen möchtest, erklärt die Anleitung , wie das geht. BW | Rhone                              | Le Bouveret – Noville                 | Wasserleitungs- und Fussgängerbrücke | Kanton Wallis Kanton Waadt          | CHE  |      |    |
| weitere Bilder | Rhone                              | Bernex – Vernier                      | Spannbandbrücke für Fussgänger und eine Ölpipeline | Kanton Genf                         | CHE  |      |    |
| Bild gesucht Die Wikipedia wünscht sich an dieser Stelle ein Bild vom Ort mit diesen Koordinaten 46.422297 8.179782 . Motiv: Rohrleitungsbrücke Falls du dabei helfen möchtest, erklärt die Anleitung , wie das geht. BW | Rufibach                           | Steinhaus                             | Rohrleitungsbrücke | Kanton Wallis                       | CHE  |      |    |
| weitere Bilder | Ruslenbach                         | Flums-Grossberg                       | Hochdruckleitungsbrücke | Kanton St. Gallen                   | CHE  |      |    |
| | Saane                              | Gsteig                                | Rohrleitungsbrücke | Kanton Bern                         | CHE  |      |    |
| | Saane                              | Gsteig                                | Rohrleitungsbrücke | Kanton Bern                         | CHE  |      |    |
| | Saane                              | Saanen                                | Wasserleitungsbrücke | Kanton Bern                         | CHE  |      |    |
| | Saane                              | Saanen                                | Wasserleitungsbrücken | Kanton Bern                         | CHE  |      |    |
| | Saane                              | Morlon – Broc                         | Rohrleitungsbrücke | Kanton Freiburg                     | CHE  |      |    |
| | Saane                              | Posieux – Marly                       | Rohrleitungs- und Fussgängerbrücke | Kanton Freiburg                     | CHE  |      |    |
| | Schüss                             | Sonceboz-Sombeval                     | Wasserrohrleitungsbrücke mit öffentlichem Fusssteg | Kanton Bern                         | CHE  |      |    |
| | Schüss                             | Biel/Bienne                           | Rohrleitungsbrücke | Kanton Bern                         | CHE  |      |    |
| | Schüss                             | Biel/Bienne                           | Rohrleitungsbrücke | Kanton Bern                         | CHE  |      |    |
| | Schüss                             | Biel/Bienne                           | Rohrleitungsbrücke mit Kontrollsteg | Kanton Bern                         | CHE  |      |    |
| | Schwarze Lütschine                 | Grindelwald                           | Wasserleitungsbrücke | Kanton Bern                         | CHE  |      |    |
| | Schwarze Lütschine                 | Gündlischwand                         | Hängebrücke kombiniert für Fussgänger und Quellwasser-Rohrleitung | Kanton Bern                         | CHE  |      |    |
| | Seez                               | Schwendi im Weisstannental            | Wasserleitungsbrücke | Kanton St. Gallen                   | CHE  |      |    |
| | Sernf                              | Engi                                  | Wasserleitungsbrücke | Kanton Glarus                       | CHE  |      |    |
| | Sihl                               | Wollerau                              | Quellwasserleitungsbrücke mit Kontrollsteg | Kanton Schwyz                       | CHE  |      |    |
| | Simme                              | Erlenbach im Simmental                | Wasserleitungs- und Fussgängerbrücke | Kanton Bern                         | CHE  |      |    |
| | Simme                              | Latterbach – Oey                      | Rohrleitungsbrücke | Kanton Bern                         | CHE  |      |    |
| | Simme                              | Latterbach – Oey                      | Rohrleitungsbrücke | Kanton Bern                         | CHE  |      |    |
| | Sissle                             | Frick – Oeschgen                      | Wasserleitungsbrücke | Kanton Aargau                       | CHE  |      |    |
| | Sissle                             | Sisseln                               | Wasserleitungsbrücke | Kanton Aargau                       | CHE  |      |    |
| | Sitter                             | Bischofszell                          | Die 1973 erbaute Kanalisationsbrücke führt zwei Abwasserleitungen und einen öffentlichen Fussgängersteg. | Kanton Thurgau                      | CHE  |      |    |
| | Tessin                             | Castione – Gnosca                     | Die vom Wasseraufbereitungskonsortium von Bellinzona und Riviera erbaute Schrägseilbrücke wurde 1997 erstellt. Die Fussgänger- und Velobrücke trägt unterhalb der Fahrbahn ein kleines Versorgungsrohr.                    | Kanton Tessin                       | CHE  |      |    |
| | Thur                               | Dietfurt                              | Wasserleitungsbrücke | Kanton St. Gallen                   | CHE  |      |    |
| | Thur                               | Andelfingen – Kleinandelfingen        | Hängebrücke kombiniert für Abwasserleitung und Fussgänger | Kanton Zürich                       | CHE  |      |    |
| | Töss                               | Steg im Tösstal                       | Wasserleitungsbrücke | Kanton Zürich                       | CHE  |      |    |
| | Töss                               | Kollbrunn                             | Obere Spinnerei Gewerbekanal-Wasserleitungsbrücke mit Kontrollsteg | Kanton Zürich                       | CHE  |      |    |
| | Töss                               | Rorbas – Freienstein                  | Wasserleitungsbrücke | Kanton Zürich                       | CHE  |      |    |
| | Trient                             | Vernayaz – Martigny                   | Rohrleitungsbrücke | Kanton Wallis                       | CHE  |      |    |
| | Trient                             | Vernayaz – Martigny                   | Rohrleitungsbrücke | Kanton Wallis                       | CHE  |      |    |
| | Venoge                             | Penthalaz – Cossonay-Ville            | Rohrleitungsbrücke beim Venoge Parc | Kanton Waadt                        | CHE  |      |    |
| | Venoge                             | Penthaz                               | Rohrleitungsbrücke bei ARA Penthaz | Kanton Waadt                        | CHE  |      |    |
| | Vièze                              | Troistorrents                         | Hängebrücke kombiniert für Fussgänger und Trinkwasserrohrleitungen | Kanton Wallis                       | CHE  |      |    |
| | Vièze                              | Monthey                               | Rohrleitungsbrücke | Kanton Wallis                       | CHE  |      |    |
| | Vièze                              | Monthey                               | Rohrleitungsbrücke | Kanton Wallis                       | CHE  |      |    |
| | Weisse Lütschine                   | Lauterbrunnen                         | Rohrleitungs- und Fussgängerbrücke | Kanton Bern                         | CHE  |      |    |
| | Werdenberger Binnenkanal           | Buchs                                 | Rohrleitungsbrücke | Kanton St. Gallen                   | CHE  |      |    |
| | Werdenberger Binnenkanal           | Buchs                                 | Rohrleitungsbrücke | Kanton St. Gallen                   | CHE  |      |    |
| | Zihlkanal                          | Marin-Epagnier – Gampelen             | Ehemalige Gasleitungsbrücke. Durch eine neue Hochdruckleitung unter dem Zihlkanal konnte die bestehende, rund 60 Jahre alte Rohrbrücke über die Zihl ausser Betrieb genommen werden. 2021 erfolgte der Rückbau der Brücke. | Kanton Neuenburg Kanton Bern        | CHE  |      |    |

### Serbien
| Bild | Querung | Ort               | Detailangaben                     | Region                             | Land | Lage | WD |
| ---- | ------- | ----------------- | --------------------------------- | ---------------------------------- | ---- | ---- | -- |
|      | Donau   | Kovin – Smederewo | Rohrleitungs-Hängebrücke von 1972 | Okrug Južni Banat Okrug Podunavlje | SRB  |      |    |

### Slowakei
| Bild | Querung | Ort            | Detailangaben     | Region        | Land | Lage | WD |
| ---- | ------- | -------------- | ----------------- | ------------- | ---- | ---- | -- |
|      | Waag    | Dolné Zelenice | Gaspipelinebrücke | Trnavský kraj | SVK  |      |    |

### Slowakei↔Tschechien
| Bild           | Querung | Ort           | Detailangaben                 | Region                          | Land    | Lage | WD |
| -------------- | ------- | ------------- | ----------------------------- | ------------------------------- | ------- | ---- | -- |
| weitere Bilder | March   | Holíč Hodonín | Rohrleitungs-Schrägseilbrücke | Trnavský kraj Jihomoravský kraj | SVK CZE |      |    |

### Spanien
| Bild | Querung | Ort                | Detailangaben                                                                                   | Region                           | Land | Lage | WD |
| --- | ------- | ------------------ | ----------------------------------------------------------------------------------------------- | -------------------------------- | ---- | ---- | -- |
| | Nervión | Arrigorriaga       | Gas-Rohrleitungsbrücke führt auch über einen Kinderspielplatz und unterquert die Autobahn AP-68 | Autonome Gemeinschaft Baskenland | ESP  |      |    |
| | Oria    | Lasarte-Oria       | Wasserleitungs-Hängebrücke                                                                      | Autonome Gemeinschaft Baskenland | ESP  |      |    |
| Bild gesucht Die Wikipedia wünscht sich an dieser Stelle ein Bild vom Ort mit diesen Koordinaten 40.177681 -3.031744 . Motiv: Rohrleitungsbrücke Falls du dabei helfen möchtest, erklärt die Anleitung , wie das geht. BW | Tajo    | Illana – Almoguera | Rohrleitungsbrücke                                                                              | Kastilien-La Mancha              | ESP  |      |    |

### Taiwan
| Bild           | Querung        | Ort           | Detailangaben                                  | Region           | Land | Lage | WD |
| -------------- | -------------- | ------------- | ---------------------------------------------- | ---------------- | ---- | ---- | -- |
| weitere Bilder | Baileng Canal  | Xinshe        | Rohrleitungs-Hängebrücke von 1928              | Taichung         | TWN  |      |    |
| weitere Bilder | Baileng Canal  | Xinshe        | Choutengkeng Rohrleitungsbrücke                | Taichung         | TWN  |      |    |
|                | Dahan          | Neu-Taipeh    | Rohrleitungsbrücke                             | Neu-Taipeh       | TWN  |      |    |
| weitere Bilder | Erren          | Hunei – Rende | Rohrleitungsbrücke                             | Kaohsiung Tainan | TWN  |      |    |
| weitere Bilder | Guantian River | Guantian      | Rohrleitungsbrücke                             | Tainan           | TWN  |      |    |
|                | Jingshan       | Miaoli        | Rohrleitungsbrücke                             | Landkreis Miaoli | TWN  |      |    |
|                | Keelung        | Taipeh        | Rohrleitungs-Schrägseilbrücke mit Kontrollsteg | Taipeh           | TWN  |      |    |
|                | Sulfur Creek   | Taipeh        | Rohrleitungsbrücke                             | Taipeh           | TWN  |      |    |
|                | Zengwun River  | Guantian      | Rohrleitungsbrücke                             | Tainan           | TWN  |      |    |

### Tschechien
| Bild | Querung                                                                        | Ort                    | Detailangaben                                                         | Region               | Land | Lage | WD |
| --- | ------------------------------------------------------------------------------ | ---------------------- | --------------------------------------------------------------------- | -------------------- | ---- | ---- | -- |
| | Bílina                                                                         | Ústí nad Labem         | Rohrleitungsbrücke                                                    | Ústecký kraj         | CZE  |      |    |
| | Bílina                                                                         | Ústí nad Labem         | Rohrleitungsbrücke                                                    | Ústecký kraj         | CZE  |      |    |
| weitere Bilder | Botič                                                                          | Prag                   | Fernwärme-Rohrleitungsbrücke                                          | Prag                 | CZE  |      |    |
| weitere Bilder | Chlumecká Bundesstraße, Eisenbahngleise                                        | Prag                   | Fernwärme-Rohrleitungsbrücke                                          | Prag                 | CZE  |      |    |
| | Dřevnice                                                                       | Zlín                   | Rohrleitungsbrücke                                                    | Zlínský kraj         | CZE  |      |    |
| weitere Bilder | Dřevnice                                                                       | Zlín                   | Rohrleitungsbrücke                                                    | Zlínský kraj         | CZE  |      |    |
| | Dřevnice                                                                       | Otrokovice             | Rohrleitungsbrücke                                                    | Zlínský kraj         | CZE  |      |    |
| weitere Bilder | Elbe                                                                           | Špindlerův Mlýn        | Rohrleitungsbrücke                                                    | Královéhradecký kraj | CZE  |      |    |
| Bild gesucht Die Wikipedia wünscht sich an dieser Stelle ein Bild vom Ort mit diesen Koordinaten 50.517138 15.739213 . Motiv: Rohrleitungsbrücke Falls du dabei helfen möchtest, erklärt die Anleitung , wie das geht. BW    | Elbe                                                                           | Dolní Olešnice         | Rohrleitungsbrücke                                                    | Královéhradecký kraj | CZE  |      |    |
| weitere Bilder | Elbe                                                                           | Hradec Králové         | Rohrleitungsbrücke                                                    | Královéhradecký kraj | CZE  |      |    |
| weitere Bilder | Elbe                                                                           | Kluky – Poděbrady      | Fußgänger- und Rohrleitungsbrücke                                     | Středočeský kraj     | CZE  |      |    |
| weitere Bilder | Elbe                                                                           | Poděbrady              | Rohrleitungsbrücke                                                    | Středočeský kraj     | CZE  |      |    |
| Bild gesucht Die Wikipedia wünscht sich an dieser Stelle ein Bild vom Ort mit diesen Koordinaten 50.6753216 14.11900674 . Motiv: Rohrleitungsbrücke Falls du dabei helfen möchtest, erklärt die Anleitung , wie das geht. BW | Elbe                                                                           | Ústí nad Labem         | Rohrleitungsbrücke                                                    | Ústecký kraj         | CZE  |      |    |
| | Europastraße 65                                                                | Prag                   | Rohrleitungsbrücke mit ehemaligem Eisenbahnübergang                   | Prag                 | CZE  |      |    |
| weitere Bilder | Freyova Landesstraße                                                           | Prag                   | Rohrleitungsbrücke mit Fussgängerübergang (ehemalige Eisenbahnbrücke) | Prag                 | CZE  |      |    |
| weitere Bilder | Gleise beim Bahnhof Adamov                                                     | Adamov                 | Rohrleitungsbrücke                                                    | Jihomoravský kraj    | CZE  |      |    |
| | Gleis der Bahnstrecke Chrudim–Borohrádek                                       | Chrudim                | Rohrleitungsbrücke                                                    | Pardubický kraj      | CZE  |      |    |
| weitere Bilder | Gleise beim Bahngelände in Doubrava                                            | Doubrava               | Rohrleitungsbrücke                                                    | Moravskoslezský kraj | CZE  |      |    |
| | Gleis der Bahnstrecke Ledečko–Kácov                                            | Světlá nad Sázavou     | Rohrleitungsbrücke                                                    | Kraj Vysočina        | CZE  |      |    |
| | Gleise beim Bahnhof Liberec                                                    | Liberec                | Rohrleitungsbrücke                                                    | Liberecký kraj       | CZE  |      |    |
| weitere Bilder | Gleise beim Bahngelände in Praha-Malešice                                      | Prag                   | Fernwärme-Rohrleitungsbrücke                                          | Prag                 | CZE  |      |    |
| | Hamerský potok                                                                 | Jindřichův Hradec      | Rohrleitungsbrücke                                                    | Jihočeský kraj       | CZE  |      |    |
| | Industriegebiet in Líšeň, Gleise Güterverkehr                                  | Brünn                  | Fernwärme-Rohrleitungsbrücke                                          | Jihomoravský kraj    | CZE  |      |    |
| | Jihlava                                                                        | Jihlava                | Rohrleitungsbrücke                                                    | Kraj Vysočina        | CZE  |      |    |
| weitere Bilder | Jihlava                                                                        | Třebíč                 | Rohrleitungsbrücke                                                    | Kraj Vysočina        | CZE  |      |    |
| weitere Bilder | Jihlava                                                                        | Cvrčovice              | RWE Erdgas-Rohrleitungsbrücke                                         | Jihomoravský kraj    | CZE  |      |    |
| weitere Bilder | Jizera                                                                         | Mladá Boleslav         | Rohrleitungsbrücke                                                    | Středočeský kraj     | CZE  |      |    |
| | Kbelská Straße                                                                 | Prag                   | Fernwärme-Rohrleitungsbrücke                                          | Prag                 | CZE  |      |    |
| weitere Bilder | Litavka                                                                        | Králův Dvůr            | Rohrleitungsbrücke                                                    | Středočeský kraj     | CZE  |      |    |
| weitere Bilder | Metuje                                                                         | Náchod                 | Rohrleitungsbrücke                                                    | Královéhradecký kraj | CZE  |      |    |
| weitere Bilder | Moldau                                                                         | Kralupy nad Vltavou    | Rohrleitungsbrücke                                                    | Středočeský kraj     | CZE  |      |    |
| weitere Bilder | Moldau                                                                         | Nelahozeves            | Rohrleitungsbrücke                                                    | Středočeský kraj     | CZE  |      |    |
| weitere Bilder | Moldau                                                                         | Nová Ves u Nelahozevsi | Rohrleitungsbrücke                                                    | Středočeský kraj     | CZE  |      |    |
| weitere Bilder | Moldau                                                                         | Týn nad Vltavou        | Zwei Rohrleitungsbrücken                                              | Jihočeský kraj       | CZE  |      |    |
| | Moldau                                                                         | Zátvor                 | Fachwerk-Rohrleitungsbrücke                                           | Středočeský kraj     | CZE  |      |    |
| weitere Bilder | Moldaukanal                                                                    | Mělník                 | Rohrleitungsbrücke                                                    | Středočeský kraj     | CZE  |      |    |
| | Oder                                                                           | Koblov – Pudlov        | Rohrleitungsbrücke                                                    | Moravskoslezský kraj | CZE  |      |    |
| Rohrbrücke im Hintergrund | Oder (Arm Ostrava Výškovice)                                                   | Ostrava                | Rohrleitungsbrücke                                                    | Moravskoslezský kraj | CZE  |      |    |
| | Olsa, Závodní Hauptstraße, Míru Wohnstraße                                     | Třinec                 | Rohrleitungsbrücke                                                    | Moravskoslezský kraj | CZE  |      |    |
| Bild gesucht Die Wikipedia wünscht sich an dieser Stelle ein Bild vom Ort mit diesen Koordinaten 50.086845 17.691743 . Motiv: Rohrleitungsbrücke Falls du dabei helfen möchtest, erklärt die Anleitung , wie das geht. BW    | Opava                                                                          | Krnov                  | Rohrleitungsbrücke                                                    | Moravskoslezský kraj | CZE  |      |    |
| | Oslava                                                                         | Velké Meziříčí         | Rohrleitungsbrücke                                                    | Kraj Vysočina        | CZE  |      |    |
| weitere Bilder | Otava                                                                          | Čížová                 | Fußgänger- und Rohrleitungsbrücke                                     | Jihočeský kraj       | CZE  |      |    |
| | Ploučnice                                                                      | Stráž pod Ralskem      | Rohrleitungsbrücke                                                    | Liberecký kraj       | CZE  |      |    |
| | Ploučnice                                                                      | Česká Lípa             | Rohrleitungsbrücke                                                    | Liberecký kraj       | CZE  |      |    |
| | Ploučnice                                                                      | Děčín                  | Rohrleitungsbrücke                                                    | Ústecký kraj         | CZE  |      |    |
| weitere Bilder | Rokytka                                                                        | Prag                   | Rohrleitungsbrücke                                                    | Prag                 | CZE  |      |    |
| weitere Bilder | Sázava                                                                         | Zruč nad Sázavou       | Rohrleitungsbrücke                                                    | Středočeský kraj     | CZE  |      |    |
| weitere Bilder | Sázava                                                                         | Zruč nad Sázavou       | Rohrleitungsbrücke                                                    | Středočeský kraj     | CZE  |      |    |
| weitere Bilder | Sklářská Straße                                                                | Teplice                | Rohrleitungsbrücke                                                    | Ústecký kraj         | CZE  |      |    |
| | Střela                                                                         | Plasy                  | Rohrleitungsbrücke                                                    | Plzeňský kraj        | CZE  |      |    |
| weitere Bilder | Svitava, Cacovický Kanal, Cacovický Tunnel der Bahnstrecke Brno–Havlíčkův Brod | Brünn                  | Rohrleitungsbrücke (Lesná pipeline)                                   | Jihomoravský kraj    | CZE  |      |    |
| | Svitava                                                                        | Brünn                  | Rohrleitungsbrücke mit Werksteg                                       | Jihomoravský kraj    | CZE  |      |    |
| | Svitava                                                                        | Brünn                  | Rohrleitungsbrücke mit Werksteg                                       | Jihomoravský kraj    | CZE  |      |    |
| | Svitava                                                                        | Brünn                  | Rohrleitungsbrücke                                                    | Jihomoravský kraj    | CZE  |      |    |
| | Svitava                                                                        | Brünn                  | Rohrleitungsbrücke mit Werksteg                                       | Jihomoravský kraj    | CZE  |      |    |
| weitere Bilder | Svratka                                                                        | Veverská Bítýška       | Rohrleitungen über ehemalige Eisenbahnbrücke                          | Jihomoravský kraj    | CZE  |      |    |
| | Svratka                                                                        | Brünn                  | Rohrleitungsbrücke                                                    | Jihomoravský kraj    | CZE  |      |    |
| weitere Bilder | Svratka                                                                        | Velké Němčice          | Zwei Gasrohrleitungsbrücken                                           | Jihomoravský kraj    | CZE  |      |    |
| weitere Bilder | Tovární Straße                                                                 | Ústí nad Labem         | Fernwärme-Rohrleitungsbrücke                                          | Ústecký kraj         | CZE  |      |    |
| weitere Bilder | Trkmanka                                                                       | Bořetice               | Rohrleitungsbrücke                                                    | Kraj Vysočina        | CZE  |      |    |
| | Žukovova Straße                                                                | Ústí nad Labem         | Fernwärme-Rohrleitungsbrücke                                          | Ústecký kraj         | CZE  |      |    |

### Turkmenistan
| Bild | Querung  | Ort               | Detailangaben                                             | Region         | Land | Lage | WD |
| --- | -------- | ----------------- | --------------------------------------------------------- | -------------- | ---- | ---- | -- |
| Bild gesucht Die Wikipedia wünscht sich an dieser Stelle ein Bild vom Ort mit diesen Koordinaten 38.20932 64.62141 . Motiv: Rohrleitungsbrücke Falls du dabei helfen möchtest, erklärt die Anleitung , wie das geht. BW       | Amudarja | Halach District   | Rohrleitungs-Hängebrücke                                  | Lebap welaýaty | TKM  |      |    |
| Bild gesucht Die Wikipedia wünscht sich an dieser Stelle ein Bild vom Ort mit diesen Koordinaten 39.40933663 62.95586714 . Motiv: Rohrleitungsbrücke Falls du dabei helfen möchtest, erklärt die Anleitung , wie das geht. BW | Amudarja | Chardjuy District | Rohrleitungs-Hängebrücke nördlich der Seydi-Straßenbrücke | Lebap welaýaty | TKM  |      |    |

### Ungarn
| Bild           | Querung                                      | Ort            | Detailangaben | Region                    | Land | Lage | WD |
| -------------- | -------------------------------------------- | -------------- | --- | ------------------------- | ---- | ---- | -- |
|                | Bahnstrecke Budapest–Belgrad                 | Budapest       | Wasserleitungsbrücke | Mittelungarn              | HUN  |      |    |
| weitere Bilder | Erőmű Straße, Benta-patak, Dunafüredi Straße | Százhalombatta | Fernwärme-Rohrleitungsviadukt vom Dunamenti-Kraftwerk                                                                                    | Mittelungarn              | HUN  |      |    |
| weitere Bilder | Straßen im III. Budapester Bezirk            | Budapest       | Fernwärme-Rohrleitungsviadukt entlang der Kunigunda Straße (Kunigunda útja) (Metropolitan District Heating and Hot Water Service, FŐTÁV) | Mittelungarn              | HUN  |      |    |
|                | Sörgyár Straße                               | Budapest       | Rohrleitungsbrücke | Mittelungarn              | HUN  |      |    |
|                | Színház Straße                               | Nyíregyháza    | Fernwärme-Rohrbrücke | Nördliche Große Tiefebene | HUN  |      |    |
|                | Zagyva                                       | Hatvan         | Rohrleitungsbrücke | Nordungarn                | HUN  |      |    |

### Venezuela
| Bild | Querung    | Ort     | Detailangaben      | Region           | Land | Lage | WD |
| ---- | ---------- | ------- | ------------------ | ---------------- | ---- | ---- | -- |
|      | Río Guaire | Caracas | Rohrleitungsbrücke | Distrito Capital | VEN  |      |    |

### Vereinigte Staaten
| Bild           | Querung                             | Ort                                   | Detailangaben | Region                   | Land | Lage | WD |
| -------------- | ----------------------------------- | ------------------------------------- | --- | ------------------------ | ---- | ---- | -- |
| weitere Bilder | Cache la Poudre River               | Fort Collins                          | Historische Rohrleitungs-Hängebrücke                                                                                       | Colorado                 | USA  |      |    |
| weitere Bilder | Colorado River                      | Coconino County                       | Silver Bridge: Rohrleitungs-Hängebrücke aus den 1960er Jahren (Transcanyon Water Pipeline) mit Fußweg (Bright Angel Trail) | Arizona                  | USA  |      |    |
| weitere Bilder | Colorado River                      | Ehrenberg – Blythe                    | Rohrleitungs-Hängebrücke von 1916                                                                                          | Arizona Kalifornien      | USA  |      |    |
| weitere Bilder | Columbia River                      | Beebe – Chelan                        | Ehemalige Straßen- und Wasserleitungs-Hängebrücke, 1919/20 erstellt und 1963 abgerissen (Türme existieren noch)            | Washington (Bundesstaat) | USA  |      |    |
| weitere Bilder | Columbia River                      | East Wenatchee – Wenatchee            | Fußgänger- und Wasserleitungsbrücke                                                                                        | Washington (Bundesstaat) | USA  |      |    |
|                | Crum Creek                          | Eddystone                             | Rohrleitungs-Fachwerkbrücke                                                                                                | Pennsylvania             | USA  |      |    |
| weitere Bilder | Little Colorado River               | Cameron                               | Rohrleitungs-Hängebrücke für Erdgas                                                                                        | Arizona                  | USA  |      |    |
| weitere Bilder | Little Colorado River               | Mohave County – San Bernardino County | Von einer Straßenbrücke konvertierte Rohrleitungsbrücke                                                                    | Arizona Kalifornien      | USA  |      |    |
|                | Mississippi River                   | Sartell                               | Von einer Straßenbrücke konvertierte Fußgänger- und Rohrleitungsbrücke                                                     | Minnesota                | USA  |      |    |
|                | Mississippi River                   | Grand Tower – Wittenberg              | Rohrleitungsbrücke für Erdgas                                                                                              | Illinois Missouri        | USA  |      |    |
|                | Missouri River                      | Plattsmouth – Plattville Township     | Rohrleitungsbrücke | Nebraska Iowa            | USA  |      |    |
|                | Monongahela River                   | Duquesne – North Versailles           | Eisenbahn- und Gasleitungsbrücke                                                                                           | Pennsylvania             | USA  |      |    |
| weitere Bilder | Mystic River                        | Medford                               | Rohrleitungs- und Fußgängerbrücke                                                                                          | Massachusetts            | USA  |      |    |
|                | New River                           | El Centro                             | Wasserleitungsbrücke | Kalifornien              | USA  |      |    |
|                | Old Place Creek                     | Old Place                             | Rohrleitungsbrücken für Erdöl                                                                                              | New York (Bundesstaat)   | USA  |      |    |
|                | Passaic River                       | Totowa – Little Falls                 | Wasserleitungsbrücke | New Jersey               | USA  |      |    |
|                | Passaic River                       | Totowa – Woodland Park                | Wasserleitungsbrücke | New Jersey               | USA  |      |    |
| weitere Bilder | Puyallup River                      | Pierce County                         | Fachwerkbrücke für Wasserleitungen (Tacoma Water Bridge Nr. 2)                                                             | Washington (Bundesstaat) | USA  |      |    |
|                | South Fork Koyukuk River            | Yukon-Koyukuk                         | Rohrleitungsbrücke für Erdöl der Trans-Alaska-Pipeline                                                                     | Alaska                   | USA  |      |    |
|                | Stones River                        | Nashville                             | Rohrleitungs- und Fußgängerbrücke                                                                                          | Tennessee                | USA  |      |    |
| weitere Bilder | Tanana River                        | Delta Junction                        | Rohrleitungsbrücke für Erdöl der Trans-Alaska-Pipeline                                                                     | Alaska                   | USA  |      |    |
|                | Taunton River                       | Taunton                               | Wasserleitungsbrücke | Massachusetts            | USA  |      |    |
|                | Taunton River                       | Taunton                               | Eisenbahn- und Rohrleitungsbrücke                                                                                          | Massachusetts            | USA  |      |    |
|                | Taunton River                       | Taunton                               | Eisenbahn- und Rohrleitungsbrücke                                                                                          | Massachusetts            | USA  |      |    |
|                | U.S. Highway 50                     | Montrose County                       | Wasserleitungsbrücke bei Cerro Summit                                                                                      | Colorado                 | USA  |      |    |
|                | U.S. Highway 169                    | Keewatin                              | Rohrleitungsbrücke von US Steel Keewatin Taconite zum NSPC Initial Tailings Basin (Absetzbecken)                           | Minnesota                | USA  |      |    |
|                | Walnut Creek                        | Contra Costa County                   | Von einer Eisenbahnbrücke konvertierte Fußgänger- und Rohrleitungsbrücke                                                   | Kalifornien              | USA  |      |    |
|                | Willow Creek Canyon, SW Canyon Road | Madras                                | Rohrleitungs-Trestle-Brücke                                                                                                | Oregon                   | USA  |      |    |
| weitere Bilder | Yukon River                         | Yukon-Koyukuk                         | E. L. Patton Yukon River Brücke, Rohrleitungsbrücke für Erdöl der Trans-Alaska-Pipeline und Dalton Highway-Straßenbrücke   | Alaska                   | USA  |      |    |

### Vereinigtes Königreich
| Bild | Querung                                           | Ort                                | Detailangaben | Region                                      | Land | Lage | WD |
| --- | ------------------------------------------------- | ---------------------------------- | --- | ------------------------------------------- | ---- | ---- | -- |
| weitere Bilder | Aire                                              | Leeds                              | Fachwerk-Rohrleitungsbrücke | Yorkshire and the Humber                    | GBR  |      |    |
| weitere Bilder | Aire                                              | Wakefield                          | Fachwerk-Rohrleitungsbrücke | Yorkshire and the Humber                    | GBR  |      |    |
| | Aire                                              | East Cowick                        | Fachwerk-Rohrleitungsbrücke | Yorkshire and the Humber                    | GBR  |      |    |
| Bild gesucht Die Wikipedia wünscht sich an dieser Stelle ein Bild vom Ort mit diesen Koordinaten 57.695972 -4.258935 . Motiv: Rohrleitungsbrücke Falls du dabei helfen möchtest, erklärt die Anleitung , wie das geht. BW | Alness                                            | Alness                             | Rohrleitungsbrücke | Schottland                                  | GBR  |      |    |
| weitere Bilder | Avon (Severn, Bristol)                            | Bath                               | Rohrleitungsbrücke mit ehemaligem Eisenbahnübergang | South West England                          | GBR  |      |    |
| | Avon (Severn, Bristol)                            | Bath                               | Fachwerk-Rohrleitungsbrücke | South West England                          | GBR  |      |    |
| weitere Bilder | Avon (Severn, Bristol)                            | Bath                               | Von einer Eisenbahnbrücke konvertierte Rohrleitungsbrücke | South West England                          | GBR  |      |    |
| weitere Bilder | Avon (Severn, Bristol)                            | Bath                               | Von einer Eisenbahnbrücke konvertierte Rohrleitungsbrücke | South West England                          | GBR  |      |    |
| | Avon (Severn, Bristol)                            | Bristol                            | Fachwerk-Rohrleitungsbrücke | South West England                          | GBR  |      |    |
| | Avon (Severn, Tewkesbury)                         | Fladbury                           | Rohrleitungsbrücke | West Midlands                               | GBR  |      |    |
| | Bow Creek                                         | Tower Hamlets                      | Rohrleitungsbrücke Das Kunstwerk am Brückengeländer ist eine Reproduktion aus einem Werk von Madge Gill. | Greater London                              | GBR  |      |    |
| | Bridgewater-Kanal                                 | Walton                             | Bogen-Rohrleitungsbrücke | North West England                          | GBR  |      |    |
| | Clyde                                             | Bothwell                           | Fachwerk-Rohrleitungsbrücke | Schottland                                  | GBR  |      |    |
| | Clyde                                             | Glasgow                            | Rohrleitungsbrücke | Schottland                                  | GBR  |      |    |
| weitere Bilder | Clyde                                             | Glasgow                            | Historische Rohrleitungs- und Wehrbrücke von 1949 | Schottland                                  | GBR  |      |    |
| | Conon                                             | Maryburgh – Conon Bridge           | Fachwerk-Rohrleitungsbrücke | Schottland                                  | GBR  |      |    |
| | Don                                               | Stocksbridge                       | Rohrleitungsbrücke | Yorkshire and the Humber                    | GBR  |      |    |
| | Ehen                                              | Beckermet                          | Rohrleitungsbrücke | North West England                          | GBR  |      |    |
| | Forth                                             | Stirling                           | Rohrleitungs- und Fußgängerbrücke | Schottland                                  | GBR  |      |    |
| | Grand-Union-Kanal und den River Colne             | Hillingdon                         | Fachwerk-Abwasserleitungsbrücke | Greater London                              | GBR  |      |    |
| | Grand-Union-Kanal (Leicester Linie)               | Market Harborough                  | Fachwerk-Rohrleitungsbrücke | East Midlands                               | GBR  |      |    |
| | Irwell                                            | Rossendale                         | Rohrleitungsbrücke | North West England                          | GBR  |      |    |
| | Kennet-und-Avon-Kanal                             | Berkshire                          | Fachwerk-Rohrleitungsbrücke | South East England                          | GBR  |      |    |
| | Lea-Kanal                                         | Broxbourne                         | Fachwerk-Rohrleitungsbrücke | East of England                             | GBR  |      |    |
| | Leader Water                                      | Lauder                             | Fachwerk-Rohrleitungsbrücke | Schottland                                  | GBR  |      |    |
| weitere Bilder | Leeds and Liverpool Canal                         | Leeds                              | Rohrleitungsbrücke | Yorkshire and the Humber                    | GBR  |      |    |
| | Leeds and Liverpool Canal                         | Leeds                              | Fachwerk-Rohrleitungsbrücke | Yorkshire and the Humber                    | GBR  |      |    |
| weitere Bilder | Leeds and Liverpool Canal                         | Sefton                             | Fachwerk-Rohrleitungsbrücke | North West England                          | GBR  |      |    |
| | Leeds and Liverpool Canal (Stanley Lock Entrance) | Liverpool                          | Von einer Fußgängerbrücke konvertierte Rohrleitungsbrücke | North West England                          | GBR  |      |    |
| | Llangollen-Kanal                                  | Cheshire East                      | Rohrleitungsbrücke | North West England                          | GBR  |      |    |
| | New River Ancholme                                | Broughton                          | Rohrleitungsbrücke | Yorkshire and the Humber                    | GBR  |      |    |
| weitere Bilder | New River Ancholme                                | Appleby                            | Fachwerk-Rohrleitungsbrücke (Birdhouse Clough Pipe Bridge) | Yorkshire and the Humber                    | GBR  |      |    |
| | Pool River                                        | Sydenham                           | Fußgänger-Stahlbogenbrücke mit Erdgasrohrleitung | Greater London                              | GBR  |      |    |
| | Severn                                            | Coalport, Shropshire               | Coalport Klärwerks-Rohrleitungsbrücke | West Midlands                               | GBR  |      |    |
| | Severn                                            | Hampton Loade                      | Hampton Loade Waterworks Bridge: Bogen-Rohrleitungsbrücke bei Hampton Loade südlich von Bridgnorth. Die Bögen sind die Rohrleitung zu der Wasseraufbereitungsanlage beim Fluss, zwischen den Rohren wird ein Feldweg über den Fluss geführt. | West Midlands                               | GBR  |      |    |
| | Staffordshire-Worcestershire-Kanal                | Penkridge                          | Rohrleitungsbrücken | West Midlands                               | GBR  |      |    |
| | Taff                                              | Merthyr Tydfil                     | Rohrleitungsbrücke | Wales                                       | GBR  |      |    |
| | Taff                                              | Treharris                          | Rohrleitungsbrücke | Wales                                       | GBR  |      |    |
| | Taff                                              | Cardiff                            | Rohrleitungs- und Fußgängerbrücke | Wales                                       | GBR  |      |    |
| | Tees                                              | Piercebridge                       | Wasserleitungsbrücke | North East England                          | GBR  |      |    |
| | Tees                                              | Stockton-on-Tees – Ingleby Barwick | Stahlbogen-Wasserleitungsbrücke von 1959 | North East England Yorkshire and the Humber | GBR  |      |    |
| | Teign                                             | Kingsteignton                      | Fachwerk-Rohrleitungsbrücke | South West England                          | GBR  |      |    |
| weitere Bilder | Teme                                              | Leintwardine                       | Wasserleitungsbrücke | West Midlands                               | GBR  |      |    |
| | Trent                                             | Stone                              | Abwasserleitungsbrücke | West Midlands                               | GBR  |      |    |
| | Trent                                             | Lichfield                          | Rohrleitungsbrücke | West Midlands                               | GBR  |      |    |
| | Trent                                             | Lichfield                          | Rohrleitungsbrücke | West Midlands                               | GBR  |      |    |
| weitere Bilder | Trent                                             | Newton Solney                      | Wasserleitungsbrücke | East Midlands                               | GBR  |      |    |
| weitere Bilder | Trent                                             | Derbyshire                         | Rohrleitungsbrücke | East Midlands                               | GBR  |      |    |
| weitere Bilder | Trent                                             | Dunham-on-Trent                    | Fachwerk-Rohrleitungsbrücke | East Midlands                               | GBR  |      |    |
| weitere Bilder | Trent                                             | Nottingham – Rushcliffe            | Rohrleitungs- und Fussgängerbrücke von 1906 | East Midlands                               | GBR  |      |    |
| weitere Bilder | Trent and Mersey Canal                            | Stretton                           | Rohrleitungsbrücke | West Midlands                               | GBR  |      |    |
| weitere Bilder | Trent and Mersey Canal                            | Burton upon Trent                  | Rohrleitungsbrücke | West Midlands                               | GBR  |      |    |
| | Trent and Mersey Canal                            | Burton upon Trent                  | Rohrleitungsbrücke | West Midlands                               | GBR  |      |    |
| | Trent and Mersey Canal                            | Davenham                           | Zwei Rohrleitungsbrücken | North West England                          | GBR  |      |    |
| | Trent and Mersey Canal                            | Northwich                          | Rohrleitungsbrücken | North West England                          | GBR  |      |    |
| | Trent and Mersey Canal                            | Northwich                          | Rohrleitungsbrücke | North West England                          | GBR  |      |    |
| | Trent and Mersey Canal                            | Northwich                          | Fachwerk-Rohrleitungsbrücke | North West England                          | GBR  |      |    |
| | Trent and Mersey Canal                            | Anderton with Marbury              | Rohrleitungsbrücke | North West England                          | GBR  |      |    |
| | Trent and Mersey Canal                            | Barnton                            | Rohrleitungsbrücke | North West England                          | GBR  |      |    |
| weitere Bilder | Tweed                                             | Tweedsmuir                         | Rohrleitungsbrücke mit ehemaligem Eisenbahnübergang | Schottland                                  | GBR  |      |    |
| | Usk                                               | Abergavenny                        | Abwasserleitungsbrücke | Wales                                       | GBR  |      |    |
| | Wye                                               | Rhayader                           | Wasserleitungsbrücke | Wales                                       | GBR  |      |    |

### Volksrepublik China
| Bild           | Querung  | Ort             | Detailangaben                                                     | Region    | Land | Lage | WD |
| -------------- | -------- | --------------- | ----------------------------------------------------------------- | --------- | ---- | ---- | -- |
| weitere Bilder | Jangtse  | Panzhihua       | Betonbogen-Rohrleitungsbrücke (Guanyinyan Pipeline Bridge)        | Sichuan   | CHN  |      |    |
| weitere Bilder | Jangtse  | Panzhihua       | Betonbogen-Rohrleitungsbrücke (Pipeline Bridge 503)               | Sichuan   | CHN  |      |    |
| weitere Bilder | Jangtse  | Panzhihua       | Betonbogen-Rohrleitungsbrücke (Hehuachi Pipeline Bridge)          | Sichuan   | CHN  |      |    |
| weitere Bilder | Jangtse  | Panzhihua       | Betonbogen-Straßenbrücke mit Rohrleitung für Erdöl (Dukou Bridge) | Sichuan   | CHN  |      |    |
| weitere Bilder | Jangtse  | Panzhihua       | Pipeline-Hängebrücke (Midi Pipeline Bridge)                       | Sichuan   | CHN  |      |    |
| weitere Bilder | Jangtse  | Panzhihua       | Pipeline-Hängebrücke                                              | Sichuan   | CHN  |      |    |
| weitere Bilder | Jangtse  | Fuling          | Gaspipeline-Schrägseilbrücke (Fuling Pipeline Bridge)             | Chongqing | CHN  |      |    |
|                | Wu River | Zunyi – Guiyang | Pipeline-Hängebrücke für Erdöl und Gas                            | Guizhou   | CHN  |      |    |